# 市川訓睦
市川 訓睦（いちかわ くによし、本名同じ、1974年8月19日 - ）は、愛知県豊橋市出身の俳優。

## 人物・来歴
- 早稲田大学在学中より、地元の高校から一緒だった村上大樹、加藤啓らと共に劇団「拙者ムニエル」にて活動。2006年の公演「面白く山をのぼる」を最後に劇団を退団。
- 氣志團バックダンサー「微熱DANJI」の前身グループ「網走J・J」では、網走市出身の「舘わるし」を名乗り、氣志團のLIVE(GIG)やPV等に度々出演する。「錦織激団」にも、舘わるしとして出演中。
- ラジオドラマ「NISSAN あ、安部礼司〜BEYOND THE AVERAGE」(TOKYO FM)に「飯野平太」役で出演中。
- 2009年4月、有限会社ナイロビから、ソニー・ミュージックアーティスツに移籍。

## 出演

### 舞台
- ゴメンバー（1998年 TEAM 発砲・B・ZIN）
- 真昼の大回転（2000年 劇団カムカムミニキーナ）
- 最後の晩餐（2001年 TEAM共同責任）
- エメラルド（2002年 劇団カムカムミニキーナ）
- 1989（2003年 ヴィレッジプロデュース）
- HUNTER×HUNTER 〜a longing for Phalcnothdk 「蜘蛛の記憶」（2004年 ネルケプランニングプロデュース）
- 乱暴と待機（2005年 劇団、本谷有希子）
- ヤング・マーブル・ジャイアンツ（2005年 KERA・MAP）
- レミゼラブ・ル（2007年 演劇キックプロデュース）
- ミートボール（2007年 劇団アーノルド）
- ペンパル狂時代（2009年 B-amiru）

拙者ムニエル
- 将軍（1995）〜面白く山をのぼる（2006）

錦織激団
- おしゃれなノースリーブ
- 人人〜ヒットマン〜
- お空に向かってありがとう
- 考えるん。んー

他

### 映画
- 忘れられぬ人々（2000年）
- レイン・フォール/雨の牙（2009年）
- チェブラーシカ（2010年）

### テレビドラマ
- ハチロー 第2回（NHK）
- shin-D「獅子女」（日本テレビ）
- ニューカマーズ ろくでなし <24min> （フジテレビ）
- 金曜時代劇「人情とどけます」第1回（NHK）
- Stand Up!! 第8話（TBS）
- 七人の女弁護士 第1話（テレビ朝日）
- ぼくが地球を救う（TBS）ナレーション出演
- 劇団演技者。（フジテレビ）あの娘ぼくがロングコント決めたらどんな顔するだろう
- 土曜ワイド劇場「女刑事・左近山響子」（テレビ朝日）
- 絶対零度〜特殊犯罪潜入捜査〜 第6話（フジテレビ）
- 月曜ゴールデン「刑事夫婦」（TBS）

### テレビ
- SMAP×SMAP（関西テレビ・フジテレビ）「SMAP Short Films」治療編
- ココリコミラクルタイプドラマスペシャル 教える女

### ラジオ
- TOKYO FM「東芝サウンドストーリー」
- 文化放送「四谷二丁目宣伝部」ナビゲーター
- 文化放送「夕方は別の顔だ」
- TOKYO FM系NISSAN あ、安部礼司〜BEYOND THE AVERAGE　飯野平太役

### CM
- メディアファクトリー「ザッピイ」
- 日清「江戸そば京うどん」
- 福岡シティバンク
- ロッテガム
- 東京オートサロン
- アイムス ヘルシーグルメ「おいしいだけ？」篇
- 東北電力
- 東京hp「HELP☆MAN SHOW」
- ドコモでんき

### ラジオCM
- 吉野家
- ポッカ
- ジャックスカード

### PV
- HONDAPV
- 気志團 DVD